# 麻州镇
麻州镇，是中华人民共和国江西省赣州市会昌县下辖的一个乡镇级行政单位。

## 行政区划
麻州镇下辖以下地区：
麻州社区、麻州村、湘江村、小河背村、桃丰村、垇下村、前丰村、九州村、东红村、王家山村、小围村、齐心村、增丰村、垇背村、大坪脑村、下堡村和凤形窝村。